# Langlois de Sézanne
Pour les articles homonymes, voir Langlois et Sézanne.

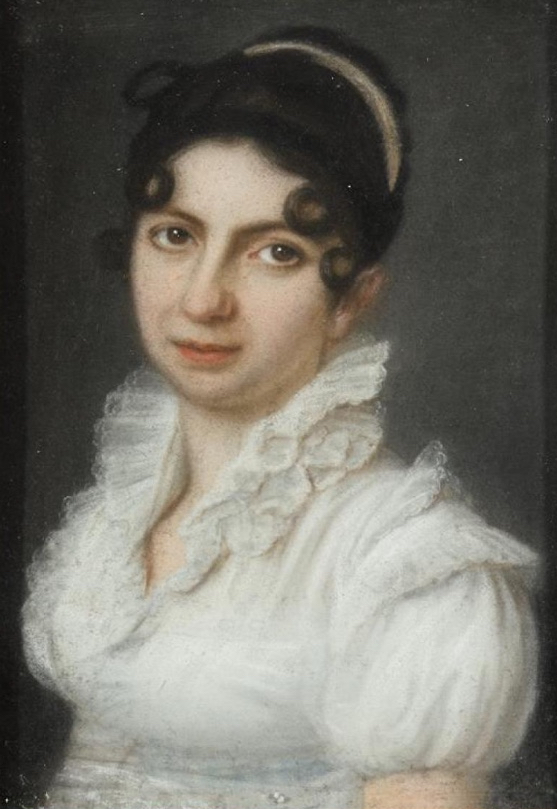
Portrait de Madame de Gabriac.

Claude Louis Langlois dit Langlois de Sézanne, né le 13 juin 1757 à Sézanne (Marne) et mort le 19 janvier 1845 à Paris (ancien 7e arrondissement), est un portraitiste et un pastelliste français.

## Biographie
Fils et petit-fils de maîtres menuisiers de Sézanne, il devient l'élève de Jacques-Antoine Beaufort et s'établit à Sens où il épouse Jeanne Bonjour en 1785. Lié au peintre Charles François Nivard, de l'Académie royale de peinture et sculpture, il parraine sa fille le 11 mai 1789 à Villeneuve-le-Roi (N-D), sa femme étant marraine. Il enseigne le dessin au collège de Sens de 1795 à 1838 avant de s'installer définitivement à Paris, rue Geoffroy-l'Angevin.
Langlois de Sézanne figura aux Salons de Paris de 1806 à 1836, ainsi qu'aux salons londoniens de la Royal Academy en 1831, 1833 et 1841. Son fils Claude Bernard Camille Langlois y exposa aussi de 1831 à 1849, ainsi que le fils de ce dernier, Camille Langlois, de 1835 à 1849.

## Œuvres exposées au Salon de Paris
- Salon de 1806 : 
  - Portrait  de Mme Hervé, pastel (no 309)[5].
- Salon de 1808 :
  - Portrait de l'auteur (no 347)
  - Portrait du fils de l'auteur (no 348)
  - Portrait de la fille de l'auteur (no 349)[6].
- Salon de 1810 :
  - Portrait de la famille de l'auteur (no 462)[7].
- Salon de 1812 :
  - Portrait de Mad. *** (no 1319)[8].
- Salon de 1819
  - Nativité, d'après Anton Raphael Mengs (no 692)[9].
- Salon de 1824 :
  - Portrait de M. P*** (no 1023).
  - Portrait d'enfant (no 1024)[10].
- Salon de 1836 :
  - Portrait du père de l'auteur (no 1110)[11].

## Œuvres dans les collections publiques
- Portrait de Madame Morel, pastel, avec au revers une étiquette Langlois de Sezanne, Artiste-Peintre des Généraux, rue Geofroy-Langevin, près la rue St. Avoie, n° 323, à Paris. Compiègne, Musée Antoine Vivenel.
- Portrait de l'amiral Jean-Marthe-Adrien Lhermitte dit le Brave (1766-1826), pastel d'une paire. Coutances, musée Quesnel-Morinière.
- Portrait de la Baronne Lhermitte, femme de l'amiral, pastel d'une paire. Coutances, musée Quesnel-Morinière.
- Portrait de Godefroy Cavaignac (1801-1845), de l'ancienne collection Munier-Jolain, donné par J. Munier-Jolain en 1907. Ce tableau comporte une dédicace : L. Langlois à Madame Cavaignac/Londres 18 juin 1839. Versailles, Musée national du château de Versailles.

## Autres œuvres
- Portrait d'une dame de qualité tenant une miniature, huile sur toile ovale datée 1786 et signée Langlois (Vente Millon & Associés à Bruxelles, lot 234, 26 juin 2019).
- Portrait de Sonnini de Manoncourt. Connu par une gravure in-8 d'Étienne Claude Voysard et une autre d'Antoine Phélippeaux[12], ce portrait peint en 1802 de l'explorateur Charles-Nicolas-Sigisbert Sonnini de Manoncourt n'est plus localisé de nos jours.
- Vues de Saint-Cloud, deux aquarelles signées, datées et situées L.Cl. Langlois, 1813, Saint Cloud (Hôtel Drouot, Paris, 8 juin 2007, chez Massol, salle 2, no 18 du catalogue où elles sont reproduites).
- Portrait du général Richepanse, pastel daté de 1810 avec étiquette au revers Langlois de Sezanne, Artiste-Peintre des Généraux, rue Geofroy-Langevin, près la rue St. Avoie, n° 7, à Paris.
- Portrait de M. de Gabriac et Portrait de Mme de Gabriac, paire de pastels avec étiquettes au revers Langlois de Sezanne, Artiste-Peintre des Généraux, rue Geofroy-Langevin, près la rue St. Avoie, n° 7, à Paris. (Hôtel des ventes Giraudeau à Tours, lot n° 10, 16 novembre 2019)[13].

## Élèves
- Désiré-Gustave Papillon, né à Versailles, graveur en médailles (Salons de 1859[14], 1867[15], 1868[16], 1870[17] et 1872[18]).
- Louis-Lamant Juiliot, (Paris 1828-1865), graveur sur camées (Salons de 1853[19] et 1859[20]).
- Claude Bernard Camille Langlois, peintre né à Sens le 24 octobre 1790 et mort à Brighton vers 1860, son fils.
- Camille Langlois, peintre, son petit-fils.